# 讒謗律
讒謗律（ざんぼうりつ、明治8年6月28日太政官布告第110号）は、明治初期の日本における、名誉毀損に対する処罰を定めた太政官布告。板垣退助らによって制定された。

## 沿革
- 明治8年（1875年）に成立。
- 明治13年（1880年）に旧刑法（刑法改定（明治13年7月17日太政官布告第36号））の制定に伴い消滅した。

## 内容
全八条からなり、第一条で下の通り示されているように、事実を挙げる挙げないに関わらず、著作物を通じて他人を毀損することに対する罰を定めたものである。
凡ソ事実ノ有無ヲ論セス人ノ栄誉ヲ害スヘキノ行事ヲ摘発公布スル者之ヲ讒毀トス。人ノ行事ヲ挙ルニ非スシテ悪名ヲ以テ人ニ加ヘ公布スル者之ヲ誹謗トス。著作文書若クハ画図肖像ヲ用ヒ展観シ若クハ発売シ若クハ貼示シテ人ヲ讒毀若クハ誹謗スル者ハ下ノ条別ニ従テ罪ヲ科ス。
（大意の口語訳）
事実の有無に関係なく、他人の名誉を損ねる行為を暴き、広く知らせることを讒毀とする。他人の行為を挙げずに他人に悪名を押し付けて広く知らせることを誹謗とする。文書や図画を見せたり、売ったり、貼り付けたりして他人を讒毀したり誹謗したりするものは、以下の条によって罰す。
また第二、三、四、五条でそれぞれ天皇、皇族、官吏、それ以外に対する讒毀・誹謗に対する罰則を定めており、定められた罰の重さもこの順である。

## 制定の背景
讒謗律が公布された当時は自由民権運動が活発な時期であり、8日前に公布された新聞紙条例とあわせて、新聞、諷刺画等により官吏等当時の為政者を批判することを防ぐために公布されたという見方が多数を占めている。
当時参議であった板垣退助は、讒謗律の制定に肯定的で、幾つか俎上にある中で最も過酷な法案を支持しており、自己の行っている自由民権運動に関して不利となりかねない法案であったが「誹謗中傷合戦のような低俗な争いではなく、正々堂々と行うべき」という決意を示した。これは板垣退助が政権に就いても己に有利となる法案を通すような、政権を私物化するような人物ではなかった実例として評価されている。しかし、一方で「板垣は政府に取り込まれたのだ」と批判を受けることになり、讒謗律に反対した東京曙新聞の末広鉄腸は、布告非難の投書を掲載し、また自らこの布告への反論の弁を載せたが、同布告によって裁判にかけられ、2ヵ月の禁錮刑に処された。この布告に基づく逮捕者は1875年末までで7人、1876年には40人に及んだ。
この『讒謗律』は、現在の刑法の名誉毀損罪の嚆矢といえる。